# 1150 год
1150 (ты́сяча сто пятидеся́тый) год  по юлианскому календарю — невисокосный год, начинающийся в воскресенье. Это 1150 год нашей эры, 10‑й год 5‑го десятилетия XII века 2‑го тысячелетия, 1‑й год 1150‑х годов. Он закончился 875 лет назад.
| Пн | Вт | Ср | Чт | Пт | Сб | Вс |
|    |    |    |    |    |    | 1  |
| 2  | 3  | 4  | 5  | 6  | 7  | 8  |
| 9  | 10 | 11 | 12 | 13 | 14 | 15 |
| 16 | 17 | 18 | 19 | 20 | 21 | 22 |
| 23 | 24 | 25 | 26 | 27 | 28 | 29 |
| 30 | 31 |    |    |    |    |    |

| Пн | Вт | Ср | Чт | Пт | Сб | Вс |
|    |    | 1  | 2  | 3  | 4  | 5  |
| 6  | 7  | 8  | 9  | 10 | 11 | 12 |
| 13 | 14 | 15 | 16 | 17 | 18 | 19 |
| 20 | 21 | 22 | 23 | 24 | 25 | 26 |
| 27 | 28 |    |    |    |    |    |

| Пн | Вт | Ср | Чт | Пт | Сб | Вс |
|    |    | 1  | 2  | 3  | 4  | 5  |
| 6  | 7  | 8  | 9  | 10 | 11 | 12 |
| 13 | 14 | 15 | 16 | 17 | 18 | 19 |
| 20 | 21 | 22 | 23 | 24 | 25 | 26 |
| 27 | 28 | 29 | 30 | 31 |    |    |

| Пн | Вт | Ср | Чт | Пт | Сб | Вс |
|    |    |    |    |    | 1  | 2  |
| 3  | 4  | 5  | 6  | 7  | 8  | 9  |
| 10 | 11 | 12 | 13 | 14 | 15 | 16 |
| 17 | 18 | 19 | 20 | 21 | 22 | 23 |
| 24 | 25 | 26 | 27 | 28 | 29 | 30 |

| Пн | Вт | Ср | Чт | Пт | Сб | Вс |
| 1  | 2  | 3  | 4  | 5  | 6  | 7  |
| 8  | 9  | 10 | 11 | 12 | 13 | 14 |
| 15 | 16 | 17 | 18 | 19 | 20 | 21 |
| 22 | 23 | 24 | 25 | 26 | 27 | 28 |
| 29 | 30 | 31 |    |    |    |    |

| Пн | Вт | Ср | Чт | Пт | Сб | Вс |
|    |    |    | 1  | 2  | 3  | 4  |
| 5  | 6  | 7  | 8  | 9  | 10 | 11 |
| 12 | 13 | 14 | 15 | 16 | 17 | 18 |
| 19 | 20 | 21 | 22 | 23 | 24 | 25 |
| 26 | 27 | 28 | 29 | 30 |    |    |

| Пн | Вт | Ср | Чт | Пт | Сб | Вс |
|    |    |    |    |    | 1  | 2  |
| 3  | 4  | 5  | 6  | 7  | 8  | 9  |
| 10 | 11 | 12 | 13 | 14 | 15 | 16 |
| 17 | 18 | 19 | 20 | 21 | 22 | 23 |
| 24 | 25 | 26 | 27 | 28 | 29 | 30 |
| 31 |    |    |    |    |    |    |

| Пн | Вт | Ср | Чт | Пт | Сб | Вс |
|    | 1  | 2  | 3  | 4  | 5  | 6  |
| 7  | 8  | 9  | 10 | 11 | 12 | 13 |
| 14 | 15 | 16 | 17 | 18 | 19 | 20 |
| 21 | 22 | 23 | 24 | 25 | 26 | 27 |
| 28 | 29 | 30 | 31 |    |    |    |

| Пн | Вт | Ср | Чт | Пт | Сб | Вс |
|    |    |    |    | 1  | 2  | 3  |
| 4  | 5  | 6  | 7  | 8  | 9  | 10 |
| 11 | 12 | 13 | 14 | 15 | 16 | 17 |
| 18 | 19 | 20 | 21 | 22 | 23 | 24 |
| 25 | 26 | 27 | 28 | 29 | 30 |    |

| Пн | Вт | Ср | Чт | Пт | Сб | Вс |
|    |    |    |    |    |    | 1  |
| 2  | 3  | 4  | 5  | 6  | 7  | 8  |
| 9  | 10 | 11 | 12 | 13 | 14 | 15 |
| 16 | 17 | 18 | 19 | 20 | 21 | 22 |
| 23 | 24 | 25 | 26 | 27 | 28 | 29 |
| 30 | 31 |    |    |    |    |    |

| Пн | Вт | Ср | Чт | Пт | Сб | Вс |
|    |    | 1  | 2  | 3  | 4  | 5  |
| 6  | 7  | 8  | 9  | 10 | 11 | 12 |
| 13 | 14 | 15 | 16 | 17 | 18 | 19 |
| 20 | 21 | 22 | 23 | 24 | 25 | 26 |
| 27 | 28 | 29 | 30 |    |    |    |

| Пн | Вт | Ср | Чт | Пт | Сб | Вс |
|    |    |    |    | 1  | 2  | 3  |
| 4  | 5  | 6  | 7  | 8  | 9  | 10 |
| 11 | 12 | 13 | 14 | 15 | 16 | 17 |
| 18 | 19 | 20 | 21 | 22 | 23 | 24 |
| 25 | 26 | 27 | 28 | 29 | 30 | 31 |

## События

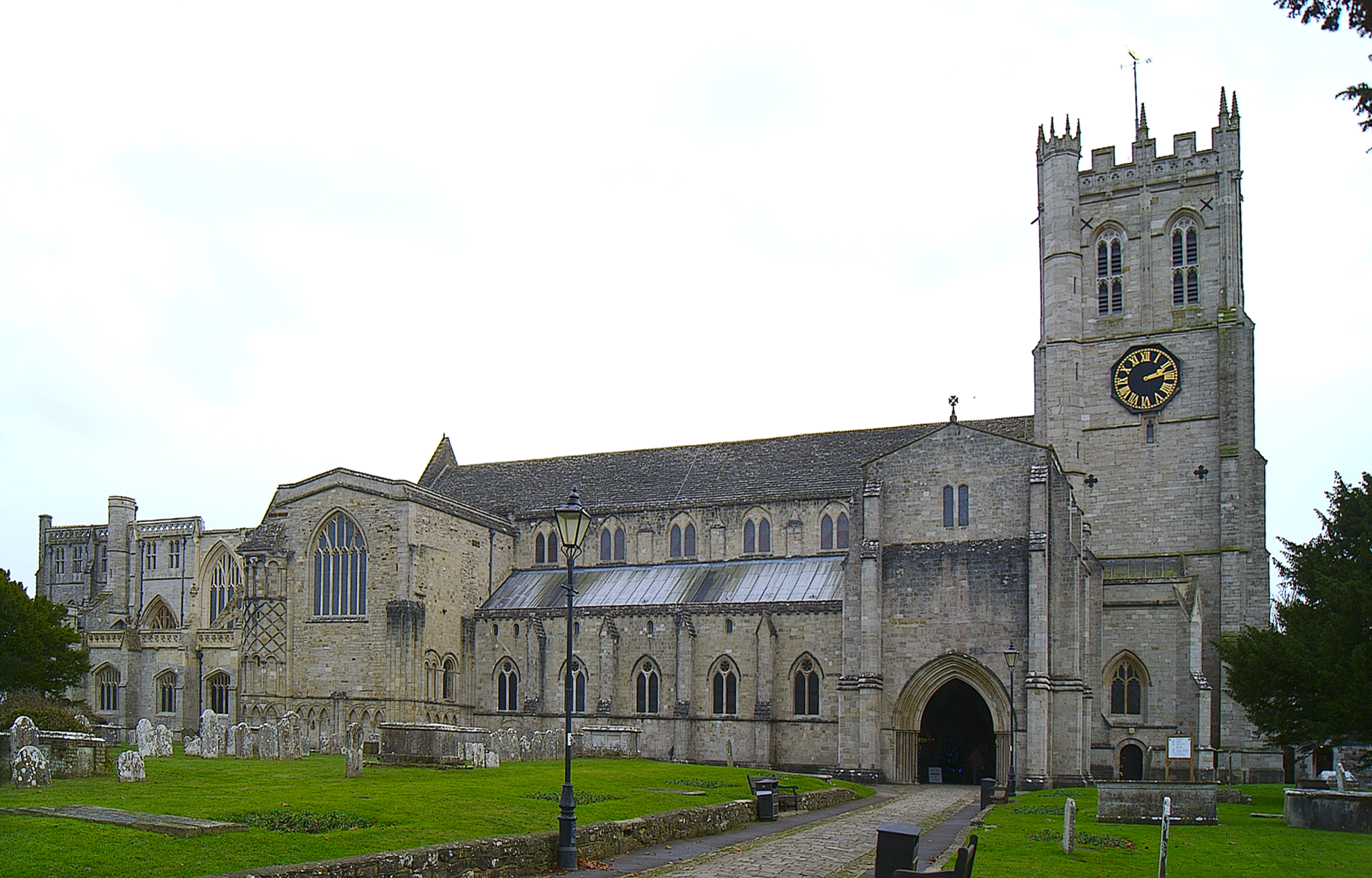
Крайстчерчский монастырь (Англия), основанный в 1150 году

- 1135—1154 — гражданская война в Англии. Длительный феодальный конфликт в Англо-нормандском государстве, вызванный борьбой за престол после смерти короля Генриха I[1].
- 1150—1250 — началась война в Швеции между готским родом Сверкеров и бондами.
- Начало года — усмирено восстание Генриха Вельфа в Германии.
- Февраль — византийское посольство в Германию. Миссию возглавил Михаил Вардалий. Обсуждался вопрос о совместных военных действиях в Италии против сицилийского короля.Свадьба графа Барселоны Рамона Беренгера IV и Петронилы Арагонской привела к объединению Арагона и Барселоны

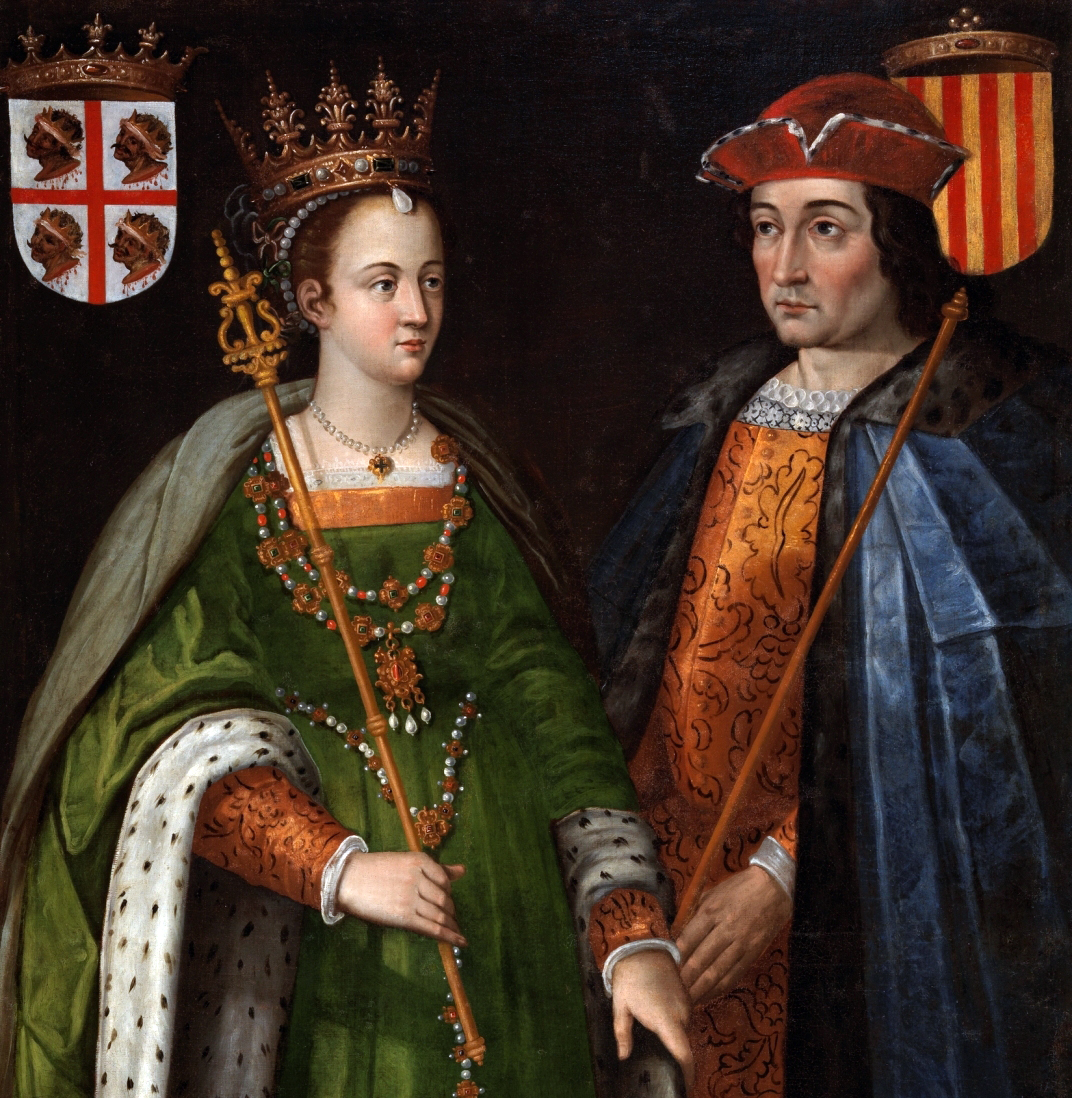
Свадьба графа Барселоны Рамона Беренгера IV и Петронилы Арагонской привела к объединению Арагона и Барселоны

- С лета — в Риме постоянно присутствуют византийские послы, что стало прямым следствием охлаждения отношений папы и Рожера Сицилийского.
- Август — битва при Айнтабе. Сражение между армией крестоносцев под командованием Балдуина III Иерусалимского и войсками сирийского атабека Нур ад-Дина Махмуда ибн Занги. Победа крестоносцев[2].
- Появляются консулы в Модене, Ломбардия.
- Начало вторжений шведов в Карелию.
- Образование маркграфства Бранденбург.
- Геза II Венгерский призывает фламандцев и поселяет их близ крепости Зибенбурга (Германштадт), с этих пор немцы называют Трансильванию — Siebenburgen.
- Трубадур Маркабрю путешествует по Кастилии и Португалии. Он прививает здесь условные формы любовной поэзии.
- Последний записанный в источниках выбор народом епископа Петра, произошедший в Узесе (Лангедок).
- Мануил I Комнин наносит поражение венгерской армии пришедшей на помощь сербам, и вторгается в Венгрию.
- 5 мая (5-й день месяца мухаррама) — отряд из Алеппо, состоящий из туркмен, захватил Жослена, правителя Аазаза, с его свитой. Пленник был заключён в цитадели Алеппо.
- В месяце мухаррам (начался 1 мая)
  - Заключение мира между Дамаском и Нур ад-Дином Махмудом.
  - Князь Масуд (сын Кылыч Арслана, султана Анатолии) осадил Телль-Башир.
  - Нур ад-Дин захватил франкский город Азазу.
  - В месяце раджаб (начался 24 октября) — Нур ад-Дин одержал победу над армией франков, стоявших лагерем перед ним возле Телль-Башира.
  - Нур ад-Дин захватил замок Халид (на реке Саджур, к северо-востоку от Телль-Башира).
- Основание в немецкой колонии в Киеве бенедиктинского монастыря.

## Русь
Правление: 1149—1150 и 1155—1157 — Юрий Долгорукий, Вячеслав Владимирович и 1146—1149, 1150, 1151-1154 — Изяслав Мстиславич (по несколько раз)
- 1146—1154 — междоусобная война на Руси[3].
  - Сражение на реке Ольшанице между Изяславом Мстиславичем киевским и его дядей Юрием Долгоруким и их союзниками, когда киевский князь, не прибегший к широкому сбору войск, был разбит войском одного крупного княжества (Галицкого)[3].

### Правление Юрий Долгорукий
- Князь Владимирко Володаревич безуспешно пытался выбить из Погорынья князя Мстислава Изяславича и безуспешно пытался захватить Луцк[4].
- Февраль — трёхнедельная осада Луцка, в котором затворился брат Изяслава Мстиславича — Владимир Мстиславич. В данной осаде принял участие Андрей Боголюбский, под которым погиб конь, а самого едва не поразили со стен крепости[5].
- Андрей Боголюбский получил Туров, Пинск, Дорогобуж и Пересопницу[6].
- Февраль — князь Владимирко Володарович стал посредником на переговорах, а вскоре женил сына  Ярослава Владимировича Осмомысла с дочерью Юрия Долгорукого — княжной Ольгой Юрьевной (?—04.07.1182) (см. 1170 год)[4].
- Февраль — март — Юрий Долгорукий и Изяслав Мстиславич ведут переговоры и заключают между собой мирное соглашение, по которому Юрий сохраняет Киев, а Изяславу возвращают "все дани новгородские", притом вся добыча, захваченная во время Переяславского сражения 1149 года, возвращается по принадлежности. Юрий, однако не спешит в точности соблюсти последнее условие мира, что приводит к разрыву с Изяславом[7].
- Март — Юрий Долгорукий выводит Андрея Боголюбского из Вышгорода, который пожаловал сыну в 1149 году, освобождая город для своего брата Вячеслава, которому сперва пообещал великое княжение, но по совету бояр отказался от намерения[5][7].
- Половцы взяли и сожгли город Торческ. Князь Юрий Долгорукий, подозревая Черных клобуков в симпатиях к Изяславу Мстиславичу, помощи не оказал[8].
- Лето — Глеб Юрьевич сменил дядю Вячеслава Владимировича на княжение в Пересопнице[9].
- Лето — войско Изяслава Мстиславича напало на Пересопницу, Глеб Юрьевич не сумел оказать сопротивления, был захвачен, но отпущен Изяславом к отцу, сообщив ему о походе владимиро-волынского князя на Киев[9].
- Волынский князь Изяслав Мстиславич, не получив обратно своих "имений и стад"[10], захваченных после Переяславской битвы, неожиданно подошел к Киеву, заставив князя Юрия Владимировича с детьми уйти в Городок Остерский. Однако на княжение в Киеве сел другой дядя Изяслава Вячеслав Владимирович, пришедший из близлежащего Вышгорода[7][10].

#### Правление Вячеслав Владимирович
- Август — после напряженных переговоров князь Вячеслав Владимирович уступил Киев Изяславу Мстиславичу и вернулся в "свой Вышгород[11]".

##### Правление Изяслав Мстиславич
- Август — Великий киевский князь Изяслав Мстиславич, узнав о подходе к Киеву войск Владимира Володаревича ( с запада) и Юрия Владимировича (с востока) поехал в Вышгород и уговорил вернуться на Киевский престол князя Вячеслава Владимировича. Изяслав Мстиславич обещал иметь за отца Вячеслава Владимировича, а дружина Вячеслава Владимировича поступала под командование Изяслава Мстиславича[12].
- 15 августа — Ростислав Мстиславич и смоленский епископ Мануил освятили смоленский кафедральный собор Пресвятой Богородицы[13].
- Август — начало сентября — Андрей Боголюбский послан отцом к Переяславлю-Русскому для переговоров с половцами, которые явились на помощь Юрию Долгорукому, но вместо того, чтобы помогать начали разорять окрестности города. Андрею удалось "укротить" половцев и заключить с ними мир[5][7].
- Сентябрь (по В.Н. Татищеву 28 августа) — Владимир Володаревич, князь галицкий, нанёс поражение Изяславу Мстиславичу и вынудил киевлян принять князем Юрия Владимировича Долгорукого. После нового вступления на киевский престол князь Юрий Долгорукий и князь Владимирко Володаревич подписывают в Киево-Печорском монастыре договор о военном сотрудничестве[4].
- Осень — Владимир Мстиславич послан в Венгрию к королю Гезе II для ведения переговоров о военной помощи[14].
- Осень — Венгерский король Геза II, союзник и родственник князя Изяслава Мстиславича, совершил поход в Галицкое княжество во владение князя Владимира Володаревича. Взял город Санок и разорил села около Перемышля. Однако подкупленные галицким князем венгерские вельможи отговорили короля от продолжения похода[15].
- Осень — Андрей Боголюбский получает от отца пограничные с Волынью города: Туров, Пинск, Дорогобуж-Волынский и Пересопницу. По просьбе Изяслава, вновь вступает в переговоры между им и отцом, однако Юрий Долгорукий отказывается от предложений о мире[5][7].
- 1150 — начало 1151 — князь Изяслав Мстиславич, получив от венгерского короля в помощь 10—тысячное войско, двинулся в поход на Киев, где правил Юрий Долгорукий. Проходя Пересопницкое княжество (владение на тот момент Андрея Юрьевича) Изяслав Мстиславич сжёг город Заречск[16].
- 1150 — начало 1151 года — князь Изяслав Мстиславич изгнал из Киева Юрия Долгорукого, для которого подход войск с Волыни оказался полной неожиданностью.  Вскоре Изяслав Мстиславич вновь призвал из Вышгорода на Киевское княжение своего дядю  - князя Вячеслава Владимировича[17].
- Набег половцев на Рязанское княжество. Рязанские князья (источник имена не называет), собрав войско, настигли кочевников на реке Большой Вороне и "многих половцев побили и в полон взяли[18]".
- Юрий Долгорукий предпринял попытку создания дуумвирата с Вячеславом Владимировичем, имевшим, как старший из сыновей Владимира Мономаха на тот момент легитимные права на киевский стол, однако она не удалась из-за противодействия киевского боярства и непопулярности обоих князей в Киеве[19].
- Святослав Ольгович перенёс останки Игоря Ольговича из Симеоновского монастыря в Киеве с Спасо-преображенский собор в Чернигове[20].
- Состоялся масштабный съезд русских князей[21].
- Юрий Долгорукий выдаёт замуж своих дочерей: одну за Олега Святославича, а другую за Ярослава Владимирковича Осмомысла[7].
- Владимир Мстиславич с согласия венгерского короля Гезе II и королевы, своей сестры Ефросинии Мстиславны, женится на дочери Белуша, бана сербского, дяди короля[14].
- Племена Емь напали на владения Великого Новгорода. Новгородцы послали войско, которое настигло и разбило Емь, которые потеряв с 500 человек ушли в леса[8].
- Первое упоминание  в Ипатьевской летописи городов Корец (Корческ), Ушеск (сейчас село Ушомир)[10], Володарев[12] (сейсам пгт. Володарка), Санок[15], Устилуг[22], Мичск ( сейчас Радомышль)[23].
- Первое упоминание в Ипатьевской летописи города Болохов[12] (сейчас пгт. Любар Житомирской области).

## Начало правления
См. также: Список глав государств в 1150 году

## Наука
- В Испании начинается производство бумаги.
- Изобретено гладкое стекло.

## Родились
См. также: Категория:Родившиеся в 1150 году
- Бонифаций I Монферратский.
- Робер де Сабле.
- Саксон Грамматик — датский хронист.

## Скончались

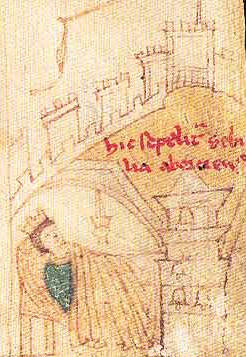
Смерть королевы Сицилии Сибиллы Бургундской от осложнений при неудачных родах

См. также: Категория:Умершие в 1150 году
- Галеви, Иегуда.
- Барисан Ибелин.
- Сибилла Бургундская.